# NGC 7213
NGC 7213 est une vaste galaxie spirale située dans la constellation de la Grue. Sa vitesse par rapport au fond diffus cosmologique est de 1 543 ± 16 km/s, ce qui correspond à une distance de Hubble de 22,8 ± 1,6 Mpc (∼74,4 millions d'al). NGC 7213 a été découverte par l'astronome britannique John Herschel en 1834.
La classe de luminosité de NGC 7213 est I et elle présente une large raie HI. Elle est une galaxie active de type Seyfert 1.5 et une galaxie LINER, c'est-à-dire une galaxie dont le noyau présente un spectre d'émission caractérisé par de larges raies d'atomes faiblement ionisés,. NGC 7213 est également une radiogalaxie à spectre continu (Flat-Spectrum Radio Source).
À ce jour, seule une mesure non basée sur le décalage vers le rouge (redshift) donne une distance d'environ 22,0 Mpc (∼71,8 millions d'al), ce qui est à l'intérieur des valeurs de la distance de Hubble.

## Morphologie

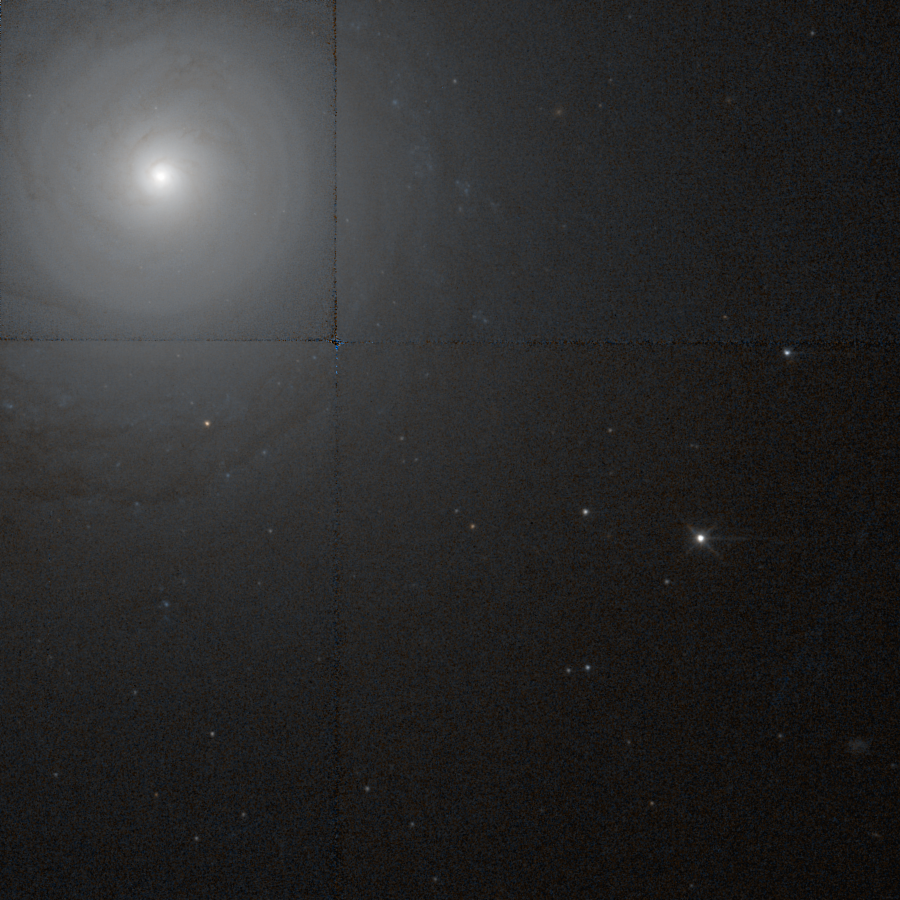
NGC 7213 par le télescope spatial Hubble.

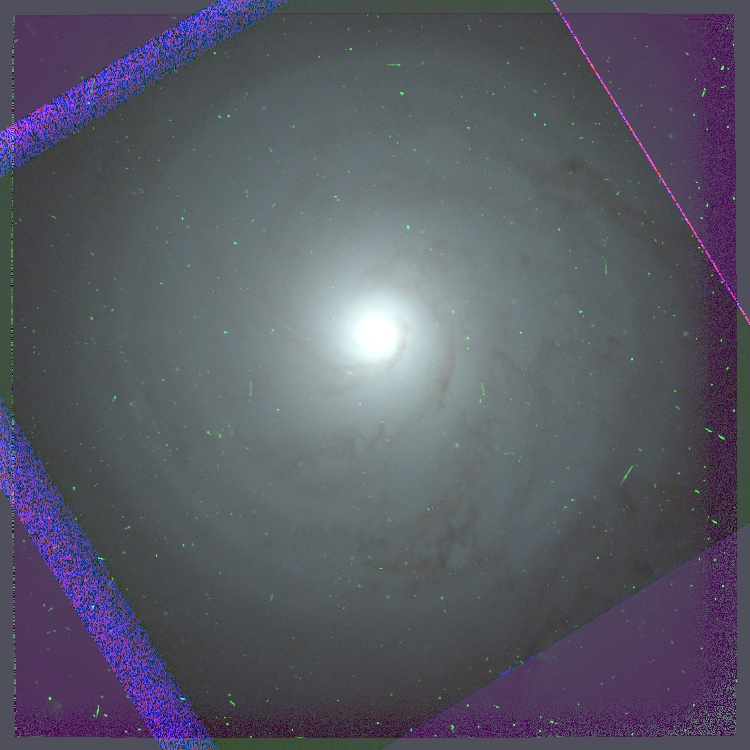
Autre version de NGC 7213 selon les données du télescope Hubble.

NGC 7213 a été utilisée par Gérard de Vaucouleurs comme une galaxie de type morphologique SA(rs)a dans son atlas des galaxies,
. Dans la  bande K infrarouge, NGC 7213 présente une barre centrale. 
Eskridge, Frogel et Pogge ont publié un article en 2002 décrivant la morphologie de 205 galaxies spirales ou lenticulaires rapprochées. Les observations ont été réalisées dans la bande H de l'infrarouge et dans la bande B (le bleu). Selon Eskridge et ses collègues, NGC 7213 est une galaxie spirale de type Sa dans la bande B et S0 dans la bande H.
NGC 7213 présente un source nucléaire ponctuelle encastré dans un bulbe circulaire. Le disque remplit le cadre de l'image, mais il est de très faible luminosité et sans relief.
Bien que NGC 7213 semble non perturbée en lumière visible, elle montre des signes d'une collision ou d'une fusion lorsqu'elle est observée à des longueurs d'onde plus longues. En 2001, un filament géant en lumière Hα long d'environ 19,0 kpc (∼62 000 al) a été découvert dans NGC 7213, à environ 18,6 kpc (∼60 700 al) du noyau galactique. Ce filament pourrait être un gaz neutre photoionisé par le noyau actif ou ionisé par un jet interagissant avec l'hydrogène neutre environnant. La distribution de l'hydrogène neutre de NGC 7213 révèle que la galaxie est un système très perturbé doté d'une queue de marée, suggérant un événement de fusion passé. La filament Hα est en fait une petite partie de la queue de marée située au sud du noyau de la galaxie.

## La région centrale de NGC 7213

### Trou noir supermassif
Plusieurs estimations de la masse du trou noir supermassif de NGC 7213 ont été publiées. Une masse de 98 × 106 {\displaystyle M_{\odot }} (107,99) par Woo et al. en 2002, de 9,6 × 107 {\displaystyle M_{\odot }} par Blank et al. en 2005, de 8+16
−6 x 107 {\displaystyle M_{\odot }} par Schnorr et al. en 2014, de 6,8+40
−3,6 x 106 {\displaystyle M_{\odot }} (106,83+0,84
-0,33)  par Piotrovich et al. en 2015, de 1,29 × 108 {\displaystyle M_{\odot }} par Schimoia et al. en 2017 et finalement une masse égale à ~100 millions de {\displaystyle M_{\odot }} par Fangzheng et al en 2022.
Selon une étude publié en 2015, la masse du trou noir central de NGC 7213 est de 106,83+0,84
−0,33, ce qui correspond à  6,76 +40
-3,6*106{\displaystyle M_{\odot }}.
Selon les auteurs d'un article publié en 2012, la connaissance de la masse d'un trou noir central et du taux d'accrétion par celui-ci permet d'estimer le taux de formation d'étoiles dans la région centrale des galaxies de type Seyfert. Ce taux pour NGC 7213 serait à l'intérieur et à l'extérieur d'un rayon de 1 kpc respectivement de 0,044 {\displaystyle M_{\odot }}/an  et de 0,39 {\displaystyle M_{\odot }}/an
.
C'est sans doute ce trou noir supermassif qui est la source d'activité du noyau.

## Noyau actif
Le noyau galactique de NGC 7213 est classé comme étant un noyau actif à faible luminosité (LLAGN). Le spectre visible présente de larges raies Hα, ainsi que des caractéristiques semblables à celles d'une galaxie Seyfert de type 1. Cependant, le noyau est beaucoup moins lumineux que d'autres galaxies de Seyfert similaires. Le spectre du noyau renferme aussi des raies d'émission aux longeurs d'onde de 324,6 nm (Ne V), de 468,6 nm (He II), de 372,6 nm, 372,9 nm, 731,9 nm et 733,0 nm (O II), de 436,3 nm, 495,9 nm et 500,0 nm (O III). Les rapports d'intensité de plusieurs de ces raies sont semblables à ceux d'une galaxie LINER.
L'analyse des émissions X réalisée à l'aide des satellites XMM-Newton et NuSTAR montre la présence d'un noyau actif non obscurci, ce qui est conforme à la classification de Seyfert de type 1. Cependant, la relative faible luminosité de la source en rayonnement X suggère un faible taux d'accrétion par le trou noir, bien en deçà de la limite d'Eddington ce qui place la galaxie dans un stage intermédiaire entre un galaxie Seyfert typique et une galaxie LINER.

## Autour du noyau
Les observations en ondes radio montrent que NGC 7213 ressemble à une source ponctuelle comportant deux jets qui se courbent entre 1" (150 pc) et 10" (1,5 kpc). Elle  est classée comme une radiogalaxie intermédiaire, soit entre les galaxies silencieuses en onde radio et celle dont les émissions radio sont fortes.
Le rayonnement X de NGC 7213 est de faible intensité. Le spectre X de 2 à 10 keV est similaire à celui de galaxie Seyfert de type 1, mais des raies significatives d'émissions du Fe XXV et du Fe XXVI sont présentes dans celui-ci. Ces raies sont observés dans les galaxies de type LINER, mais ne sont pas présentes dans la plupart de galaxies Seyfert classiques. En outre, le spectre des rayons X mous présente un plasma thermique ionisé par collision, une autre caractéristique des galaxies LINER. De plus, aucune émission X n'a été détectée pouvant être attribuée à un disque d’accrétion. Les observations par NuSTAR à des énergies comprises entre 3 et 79 keV n'ont montré aucune preuve d'un continuum réfléchi par diffusion Compton. Ces observations suggèrent que le disque d'accrétion est tronqué dans la région interne, le trou noir étant alimenté par des flux d'accrétion radiatifs inefficaces.
L'intensité des rayons X de NGC 7213 fluctue, présentant une forte éruption, plus grande que les autres, dans les années 1980. Ensuite, l'intensité X a diminué régulièrement pendant plus de 20 ans. Pour explicquer cette décroissance exponentielle rapide, on a suggéré que le trou noir supermassif a provoqué la destruction par sa force de marée d'une étoile de la séquence principale . De plus petites éruptions ont été aussi observées. La variabilité de l'émission est également observée dans d'autres longueurs d'onde avec un décalage temporel. Le décalage est de 24 ± 12 jours pour les ondes radio de 8,4 Ghz et de 40 ± 13 jours pour celles de 8,4 Ghz.
La masse de gaz moléculaire dans la région centrale de la galaxie est estimée à 2,0 ± 0,3 {\displaystyle M_{\odot }}. Le champ de vitesse du gaz est rotationnel et il n'y a aucune évidence d'un mouvement non rotationnel dans la région centrale du noyau (~<60 pc). Cela signifie que le trou noir supermassif est incapable d'agir significativement sur le mouvement des gaz moléculaires. On estime qu'il faudra 0,4 ± 0,1 Ga pour que le gaz de la région centrale disparaisse.

## Groupe de NGC 7213

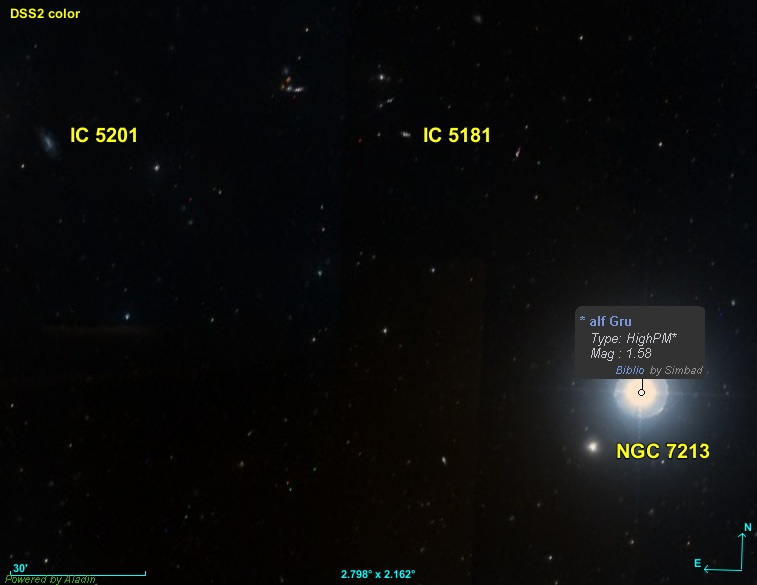
Les trois galaxies du groupe d'IC 5201 selon Huchra et Geller.

Selon Huchra et Geller, NGC 7213 avec les galaxies IC 5181 et IC 5201 ferait partie d'un trio. Il s'agit d'une erreur car IC 5201 est beaucoup plus près de la Voie lactée que les deux autres galaxies.
Notons cependant que NGC 7213 possède sans doute comme galaxie compagne LEDA 130726, située au nord-est. Sa distance de Hubble est égale à 23,36 ± 1,66 Mpc (∼76,2 millions d'al), ce qui suggère que les deux galaxies forment bien une paire réelle. Auquel cas, il y aurait possiblement un trio de galaxies, le groupe de NGC 7213, mais sans IC 5201, mais sans IC 5201.